# Eresia eutropia
Eresia eutropia är en fjärilsart som beskrevs av William Chapman Hewitson 1874. Eresia eutropia ingår i släktet Eresia och familjen praktfjärilar. Inga underarter finns listade i Catalogue of Life.